# M.O.P.
M.O.P., en förkortning för Mash Out Posse, är en amerikansk hiphopgrupp från Brooklyn. Medlemmarna i M.O.P. är rapparna Lil' Fame (alias Fizzy Womack och Slap, eg. Jamal Grinnage) och Billy Danze (alias: Billy Danzenie och William Berkowitz, eg. Eric Murray). Gruppen är mest känd för sin singel "Ante Up" från år 2000.
M.O.P.s texter handlar till stor del om kriminalitet och om hur det är i Amerikas ghetton. 2011 utförde M.O.P. refrängen till svenske rapparen Ken Ring och norske producenten Tommy Tees låt "Plocka han", då de dessutom rappade på svenska.
Big Mal (Fames bror) grundade M.O.P. Han debuterade 1993, med singeln "How About Some Hardcore" som fanns med som ett soundtrack för filmen House Party 3.

## Diskografi
Album
- 1994 - To the Death
- 1996 - Firing Squad
- 1998 - First Family 4 Life
- 2000 - Warriorz
- 2004 - Mash Out Posse
- 2005 - St. Marxmen
- 2006 - Ghetto Warfare
- 2009 - Foundation
- 2011 - Sparta
- 2012 - Sparta (Instrumentals)

EP
- 1998 - Handle Ur Bizness
- 2014 - Street Certified

Singlar (urval)
- 1993 - How About Some Hardcore (US R&B #107, US Rap #36)
- 1994 - Rugged Neva Smoove (US R&B #121)
- 1996 - Dead & Gone (US R&B #87, US Rap #18)
- 1997 - World Famous (US R&B #93)
- 1998 - Handle UR Bizness (US R&B #61, US Rap #18)
- 2000 - G Building (US Rap #38)
- 2000 - Ante Up (Robbin' Hoodz Theory) (US R&B, US Rap #74)
- 2001 - Pounds Up (US Rap #29)